# Lint (bavlna)

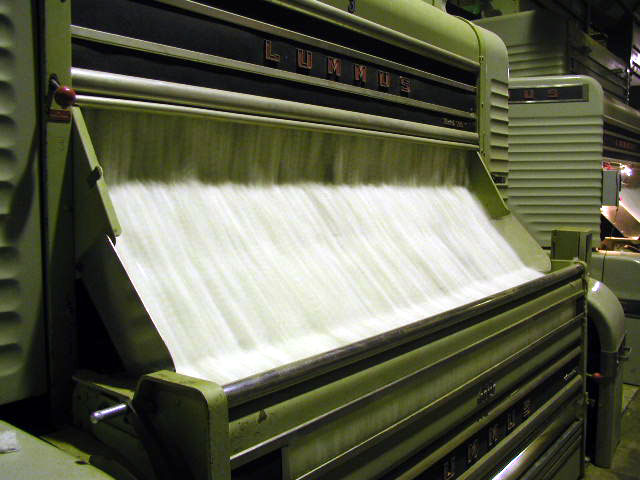
Lint-bavlněná vlákna po průchodu vyzrňovacím strojem

Lint je odborný název pro vyzrněnou bavlnu.
Výraz se používá k rozlišení spřadatelných vláken od surové, nevyzrněné bavlny
- v souvislosti s procesem vyzrňování (lint se odděluje od semen, slupek a nespřadatelných vláken)[2]
- ve statistických údajích o sklizni („produkci“) bavlny - celková sklizeň a hektarové výnosy se obvykle udávají v množství lintu[3]

Důsledné použití názvu je známé jen z americké angličtiny
V jiných jazycích (např. v němčině) se používá jen ojediněle  a v češtině jsou známé jen překlady z angličtiny: textilní prach, odletky aj
Odvozený výraz linters označuje krátká, nespřadatelná bavlněná vlákna.
O jiných, běžných významech pojmu lint pojednává článek Lint (material).